# Provinz Tarragona
Die Provinz Tarragona ist die südlichste der vier Provinzen der spanischen autonomen Region Katalonien. Ihre Hauptstadt ist die Stadt Tarragona.

## Lage
Die Provinz grenzt – beginnend im Norden, im Uhrzeigersinn – an die katalanischen Provinzen Lleida und Barcelona, das Mittelmeer, die valencianische Provinz Castellón sowie an die aragonesischen Provinzen Teruel und Saragossa.

## Verwaltungsgliederung

### Comarcas

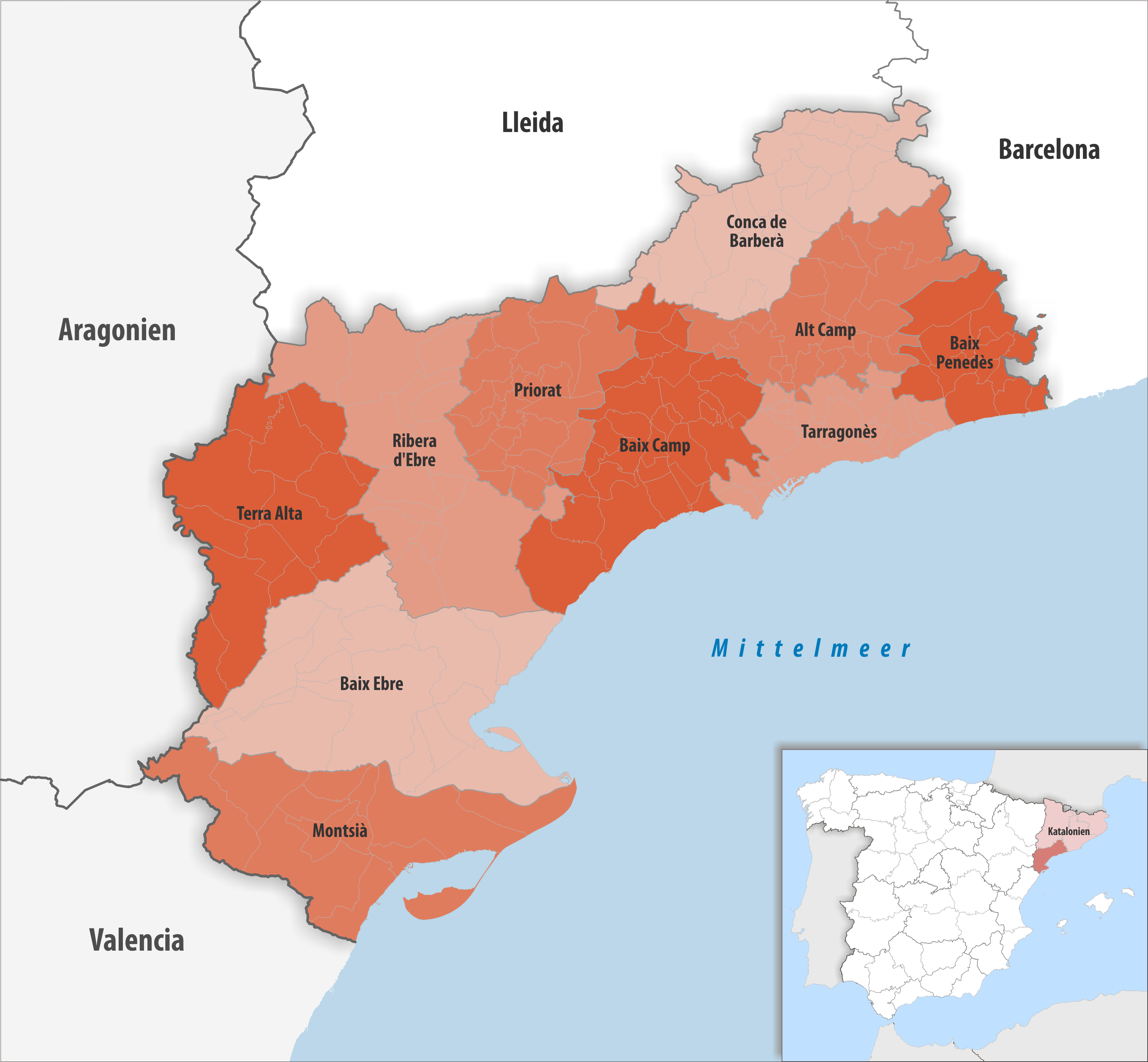
Comarcas in der Provinz Tarragona

| Comarca           | Gemeinden | Einwohner (2024) | Fläche km² | Dichte Einw./km² | Hauptort    |
| ----------------- | --------- | ---------------- | ---------- | ---------------- | ----------- |
| Alt Camp          | 23        | 46.338           | 537,78     | 86               | Valls       |
| Baix Penedès      | 14        | 118.595          | 295,67     | 401              | El Vendrell |
| Baix Camp         | 28        | 204.369          | 697,36     | 293              | Reus        |
| Baix Ebre         | 14        | 82.004           | 999,49     | 82               | Tortosa     |
| Conca de Barberà  | 22        | 20.506           | 650,45     | 32               | Montblanc   |
| Montsià           | 12        | 71.342           | 737,93     | 97               | Amposta     |
| Priorat           | 23        | 9.390            | 498,57     | 19               | Falset      |
| Ribera d’Ebre     | 14        | 22.125           | 826,08     | 27               | Móra d’Ebre |
| Tarragonès        | 22        | 275.418          | 317,54     | 867              | Tarragona   |
| Terra Alta        | 12        | 11.444           | 742,01     | 15               | Gandesa     |
| Provinz Tarragona | 184       | 861.531          | 6.302,88   | 137              | Tarragona   |

### Gerichtsbezirke

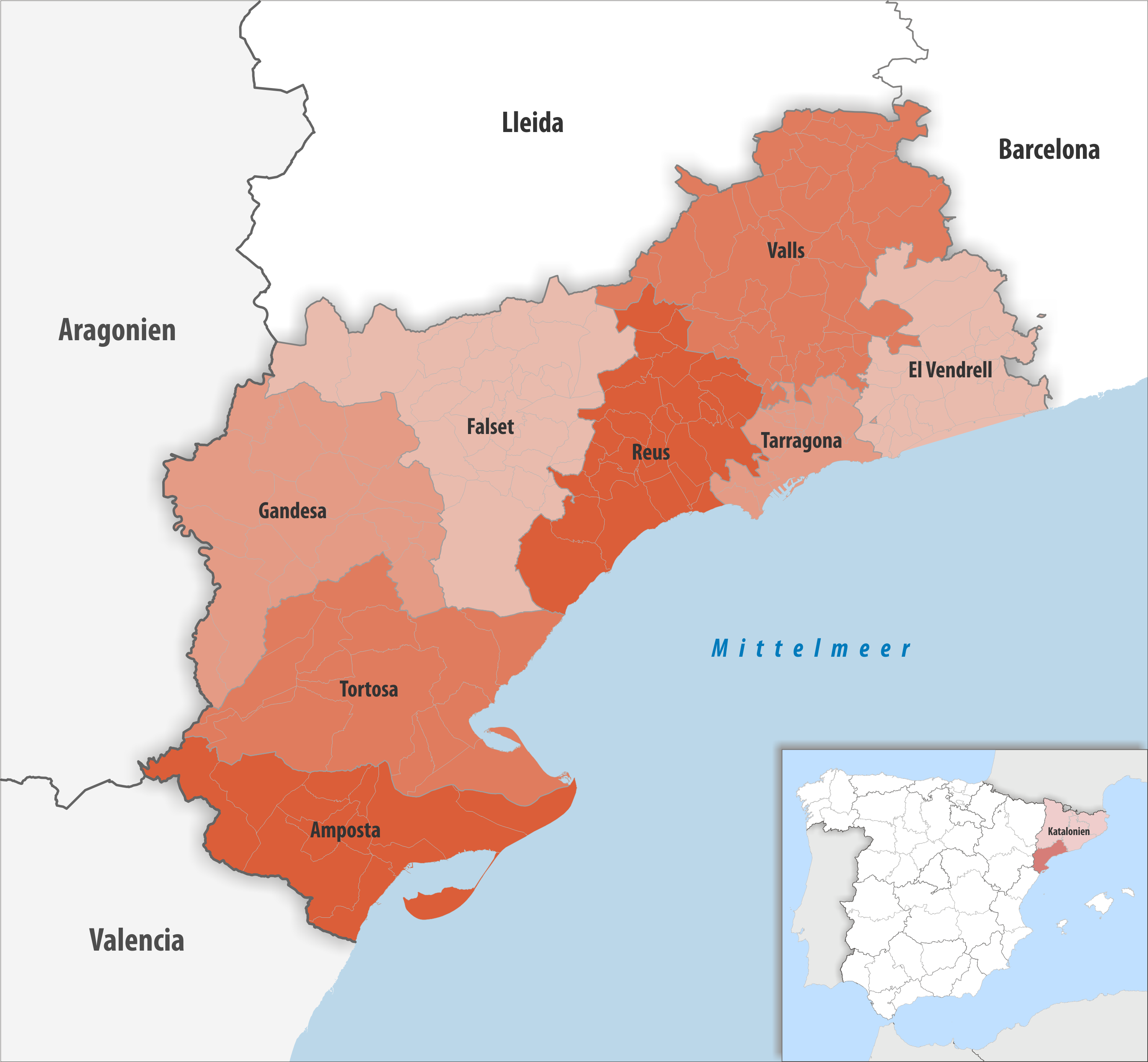
Gerichtsbezirke in der Provinz Tarragona

| Gerichtsbezirk    | Gemeinden | Einwohner (2024) | Fläche km² | Dichte Einw./km² | Hauptquartier |
| ----------------- | --------- | ---------------- | ---------- | ---------------- | ------------- |
| Amposta           | 12        | 71.342           | 737,93     | 97               | Amposta       |
| Falset            | 31        | 20.721           | 1.083,21   | 19               | Falset        |
| Gandesa           | 18        | 22.238           | 983,45     | 23               | Gandesa       |
| Reus              | 28        | 204.369          | 697,36     | 293              | Reus          |
| Tarragona         | 13        | 230.532          | 212,71     | 1.084            | Tarragona     |
| Tortosa           | 14        | 82.004           | 999,49     | 82               | Tortosa       |
| Valls             | 43        | 67.462           | 1.102,47   | 61               | Valls         |
| El Vendrell       | 25        | 162.863          | 486,26     | 335              | El Vendrell   |
| Provinz Tarragona | 184       | 861.531          | 6.302,88   | 137              | Tarragona     |

## Städte und größte Orte
Stand: 2024
| Gemeinde                 | Spanischer Name         | Einwohner |
| ------------------------ | ----------------------- | --------- |
| Tarragona                | Tarragona               | 141.151   |
| Reus                     | Reus                    | 109.930   |
| El Vendrell              | El Vendrell             | 40.440    |
| Cambrils                 | Cambrils                | 36.849    |
| Tortosa                  | Tortosa                 | 35.265    |
| Calafell                 | Calafell                | 31.828    |
| Salou                    | Salou                   | 30.810    |
| Valls                    | Valls                   | 25.047    |
| Vila-seca                | Vilaseca                | 23.826    |
| Amposta                  | Amposta                 | 22.637    |
| Torredembarra            | Torredembarra           | 17.984    |
| Cunit                    | Cunit                   | 15.804    |
| Sant Carles de la Ràpita | San Carlos de la Rápita | 15.683    |
| Mont-roig del Camp       | Montroig                | 14.114    |
| Deltebre                 | Deltebre                | 11.951    |

Kleinste Gemeinde ist La Febró mit 36 Einwohnern.